# Kanton Capellen
Het kanton Capellen (Luxemburgs: Kanton Capellen) ligt in het zuidwesten van het Groothertogdom Luxemburg. In het noorden grenst het aan de kantons Redingen en Mersch, in het oosten aan het kanton Luxemburg, in het zuiden aan het kanton Esch-sur-Alzette en in het westen aan de Belgische provincie Luxemburg.

## Onderverdeling
Het kanton Capellen bestaat uit 9 gemeenten.
1. Dippach
2. Garnich
3. Habscht
4. Käerjeng
5. Kehlen
6. Koerich
7. Kopstal
8. Mamer
9. Steinfort

Capellen · Clervaux · Diekirch · Echternach · Esch-sur-Alzette · Grevenmacher · Luxemburg · Mersch · Redange · Remich · Vianden · Wiltz

 Europa · Luxemburg · Kantons · Gemeenten 